# Jordi Mora i Grisó
Jordi Mora i Grisó (Barcelona, 1953) és un director d'orquestra català.
La primera formació musical (direcció coral amb Enric Ribó, piano i viola) la va fer al Conservatori Superior Municipal de Música de Barcelona. A Múnic va graduar-se com a oboista a la Hochschüle für Musik, i es va llicenciar en musicologia, filosofia i indologia a la universitat de la mateixa ciutat. Va estudiar, també a Múnic, direcció orquestral i fenomenologia de la música amb Sergiu Celibidache. A la Universitat de Mainz va participar en classes magistrals i cursos de direcció musical. Va fer altres cursos a Trèveris, Londres, Stuttgart i París. Va ser el director de la Münchner Camerata, l'Orquestra Simfònica del Vallès i l'Orquestra Nacional de Grècia. A més a més, va ser convidat a dirigir en nombrosos països d'Europa i Amèrica, estrenant nombroses obres, principalment de compositors espanyols i argentins. Va fer una important labor pedagògica tant en països europeus com a americans. El 2003 va començar a treballar de professor de direcció orquestral a l'Escola Superior de Música de Catalunya. Dirigeix també l'Orquestra Simfònica Segle XXI en la qual participen músics professionals i estudiants, i la Bruckner Akademie Orchester. A l'estació 2014-2015 va ser el director convidat de l'Orquestra Camera Musicae de Tarragona.